# Bossa Nova (film)
Bossa Nova è un film brasiliano del 2000, diretto da Bruno Barreto. Si tratta dell'adattamento cinematografico del racconto A senhorita Simpson, scritto da Sergio Sant'Anna.

## Trama
Mary Ann Simpson è una statunitense che vive a Rio de Janeiro, dove insegna inglese. Tra i suoi studenti ci sono Acacio, un calciatore in procinto di trasferirsi in Inghilterra, e Nadine, una ragazza entusiasta della storia d'amore virtuale allacciata con un presunto artista di New York. Mary Ann incontra casualmente Pedro Paulo, un brillante avvocato che si è appena separato dalla moglie. L'uomo si innamora subito di Mary Ann: per conoscerla meglio, decide di seguire i suoi corsi.